# Alberto Bremauntz Martínez
Alberto Bremauntz Martínez (Morelia, Michoacán, 13 de agosto de 1897-9 de dciembre de 1978) fue un abogado, académico y político mexicano. Fue diputado federal y rector de la Universidad Michoacana de San Nicolás de Hidalgo (UMSNH).

## Biografía
Realizó estudios básicos en Morelia, Uruapan y Ciudad Hidalgo, y los continuó en el Colegio de San Nicolás en 1910; en 1916 egresó como maestro normalista de la Escuela Normal de Michoacán y finalmente en 1929 se tituló como licenciado en Derecho por la Universidad Michoacana de San Nicolás de Hidalo con una tesis sobre Salarios y Participación de Utilidades en México.
Ejerció como docente en escuelas seundarias y en la UMSNH fue docente de economía y director de la Escuela de Administración de la misma. Fundó varios periódicos, fue agente del ministerio público y defensor público. Contrajo matrimonio con Inés Monge Munguía, su hijo Alberto Bremauntz Monge fue subdirector de Petróleos Mexicanos (PEMEX), académico en el campo de la química y participó en los Juegos Olímpicos de Múnich 1972.
Entre 1918 y 1920 fue taquígrafo para Francisco J. Múgica, y en 1920 pasó a ser su secretario particular y luego secretario general de su campaña electoral a la gubernatura de Michoacán, asi como miembro fundador del Partido Socialista de Michoacán. En 1929 fue presidente municipal de Morelia, de 1929 a 1930 abogado consultor de Agustín Leñero Ruiz secretario general de Gobierno del estado en la administración como gobernador de Lázaro Cárdenas del Río; posteriormente serviría como abogado consultor tanto para Lázaro como para Dámaso Cárdenas del Río.
Fue presidente del Partido Nacional Revolucionario (PNR) en Michoacán; en 1931 fue elegido diputado al Congreso del Estado de Michoacán y en 1932 es postulado candidato del PNR a diputado federal por el Distrito 3 de Michoacán, siendo elegido para la XXXV Legislatura de dicho año al de 1934. en dicha legislatura fue presiente de la comisión de Educación y como tal le correspondió presentar al pleno la reforma al Artículo 3 constitucional que estableció la educación socialista en 1933. En 1934 fue elegido senador suplente por el estado de Michoacán, siendo propietario Ernesto Soto Reyes, para las Legislaturas XXXVI y XXXVII que concluyeron en 1940. Sin que fuera llamado nunca a ejercer el cargo.
En 1934 fue fundador del Frente Socialista de Abogados de México; el mismo año fue nombrado juez primero de lo Penal en el Distrito Federal y de 1935 a 1963 fue magistrado del Tribunal Superior de Justicia del Distrito y Territorios Federales. En 1963 fue elegido rector de la Universidad Michoacana de San Nicolás de Hidalgo para el periodo de tres años que culminó en 1966.